# Колодко Микола Олексійович
Микола Олексійович Колодко (1923—1944) — старший лейтенант Робітничо-селянської Червоної Армії, учасник німецько-радянської війни, Герой Радянського Союзу (1945).

## Біографія
Микола Колодко народився 16 вересня 1923 року в селищі Шостка на Чернігівщині (нині — місто в Сумській області). Закінчив дев'ять класів школи і аероклуб, після чого працював на аеродромі. У серпні 1942 року Колодко був призваний на службу до Робітничо-селянської Червоної армії. Того ж року він закінчив Сретенське піхотне училище. З грудня 1942 року — на фронтах німецько-радянської війни. Брав участь у боях на Брянському і 1-му Білоруському фронтах. До червня 1944 року старший лейтенант Микола Колодко був заступником командира батальйону 518-го стрілецького полку 129-ї стрілецької дивізії 3-ї армії 1-го Білоруського фронту. Відзначився під час звільнення Могильовської області Білоруської РСР.
28 червня 1944 року рота, яку очолював Колодко, захопив переправу через Березину, а потім, переправившись на західний берег, звільнила село Щатково Бобруйського району Могильовської області. 29 червня батальйон Колодко відобразив ряд ворожих контратак, знищивши в загальній складності близько 300 ворожих солдатів і офіцерів. В тому бою Колодко загинув. Похований у братській могилі на кладовищі села Щатково.

## Нагороди
Указом Президії Верховної Ради СРСР від 24 березня 1945 року за мужність і відвагу, проявлені в боях з ворогом при форсуванні Березини" старший лейтенант Микола Колодко посмертно був удостоєний високого звання Героя Радянського Союзу. Також був нагороджений орденами Леніна і Червоної Зірки.

## Увічнення пам'яті
На честь Миколи Колодка названо заклад загальної середньої освіти — Шосткинський навчально-виховний комплекс: загальноосвітня школа І-III ступенів № 6 — дошкільний навчальний заклад ім. Героя Радянського Союзу Колодко М. О. Шосткинської міської ради Сумської області".